# Bundesstraße 508
Pour les articles homonymes, voir Route 508.
La Bundesstraße 508 est une Bundesstraße du Land de Rhénanie-du-Nord-Westphalie.

## Histoire
La B 508 est créée au milieu des années 1970. Elle reprend le tracé de la Reichsstrasse 62 en 1932 dans le Siegerland.

## Source
- (de) Cet article est partiellement ou en totalité issu de l’article de Wikipédia en allemand intitulé « Bundesstraße 507 » (voir la liste des auteurs).

1. ↑  (de) « Die Bundes- und Reichsstraßen in Deutschland - Nr. ab 399 » [archive du 15 octobre 2008], sur home.arcor.de (consulté le 18 juillet 2025)